# Внешняя крепость в Пусанджине
Пусанджинсон (кор. 부산진성; Пусанджинсон) — крепость времён периода Чосон в Пусане, Республика Корея. Другое общепринятное название — Часондэ (кор. 자성대).

## История
Существующая крепость была построена в 1593 году японским генералом Мори Тэрумото во время Японских вторжений в Корею (1592—1598). Главная крепость на горе Чынсан в Чхвачхон-доне называлась как «мать-крепость», соответственно, эта крепость называлась как «сын-крепость (Часон)».
Внешняя крепость в Пусанджине была также называлась как Мангондэ в память генераля Ван Шидэ из династии Мин, кто остал на этой крепость укрепить корейских солдат, защищающих от японского вторжения.
Крепость была использована в качестве штаб-квартире провинции Кёнсан-чвадо, которая позже переехала в нынешнее место из Суёна. Она также используется в качестве штаба ВМФ в Пусанджине. Большинство части крепости была удалена японцами во время японской оккупации.